# Butyriboletus subappendiculatus
Bolet des sapins, Bolet presque appendiculé
Espèce
Statut de conservation UICN

 LC  : Préoccupation mineure
Butyriboletus subappendiculatus, le Bolet des sapins, est une espèce comestible de champignons (Fungi) basidiomycètes du genre Butyriboletus dans la famille des Boletaceae. Quasiment identique à B. appendiculatus, Il s'en distingue par son affiliation aux conifères, sa tendance montagnarde, son chapeau plus clair et généralement son absence de bleuissement. Malgré son nom vernaculaire, B. subappendiculatus peut pousser avec d'autres types de conifères que les Sapins, ainsi que sous les hêtres.

## Taxonomie
Le nom correct complet (avec auteur) de ce taxon est Butyriboletus subappendiculatus (Dermek, Lazebn. & J.Veselský) D.Arora & J.L.Frank.
L'espèce a été initialement classée dans le genre Boletus sous le basionyme Boletus subappendiculatus Dermek, Lazebn. & J.Veselský.

### Synonymes
Butyriboletus subappendiculatus a pour synonymes :
- Boletus appendiculatus var. subappendiculatus (Dermek, Lazebnicek & Veselský) Kuthan
- Boletus edulis var. pusteriensis Ferrarese & Simonini
- Boletus subappendiculatus (Dermek, Lazebn. & J.Veselský) D.Arora & J.L.Frank
- Boletus subappendiculatus Dermek, Lazebn. & J.Veselský

### Noms vulgaires et vernaculaires
Ce taxon porte en français les noms vernaculaires ou normalisés suivants : Bolet des sapins, Bolet presque appendiculé, Bolet faux appendiculé.

## Description du sporophore
Les bolets sont des champignons dont l'hyménophore, constitué de tubes et terminés par des pores, se sépare facilement de la chair du chapeau. Ce chapeau d'abord rond, recouvert d'une cuticule, devient convexe à mesure qu’il vieillit. Ils ont un pied (stipe) central assez épais et une chair compacte. Les caractéristiques morphologiques de B. subappendiculatus sont les suivantes :
Son chapeau mesure 2 à 15 cm, il est de couleur brun clair, brun café-au lait, brun marron ou brun ochracé.
L'hyménophore présente des tubes jaune vif puis jaune olivâtre . Les pores sont serrés, non ou rarement bleuissants à la pression, concolores aux tubes.

Son stipe 2 à 12 cm x 1,5 à 4,5 cm, il est de couleur crème à jaune, parfois lavé de rose, couvert d'un réseau de petites mailles concolores et difficiles à voir.

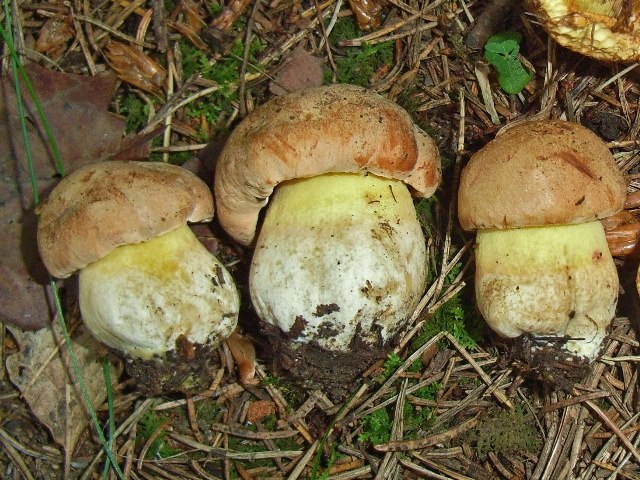
Trois jeunes sporophores de B. subappendiculatus en Norvège.

La chair est blanche à jaune, non bleuissante ou bleuissant parfois à peine. Sa saveur est douce et son odeur est agréable, d'écale de noix ou de viande fraîche.

### Réactions chimiques
La cuticule réagit en rouge à la potasse (contrairement à une réaction brun-rouge pour le très ressemblant B. appendiculatus).

### Caractéristiques microscopiques
Ses spores mesurent 10 à 13 μm x 4 à 5 μm, elles sont allongées-fusoïdes, de forme boletoïde.

## Galerie

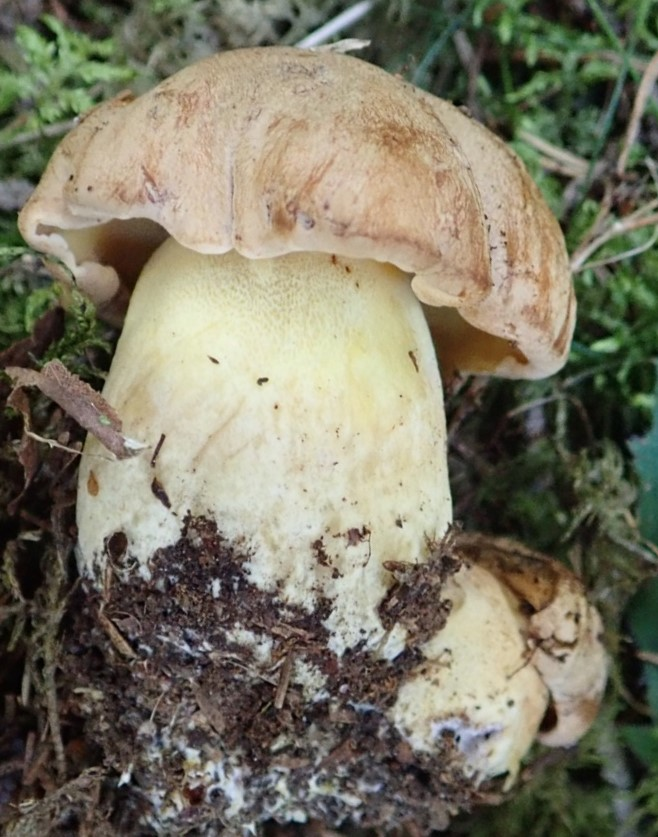
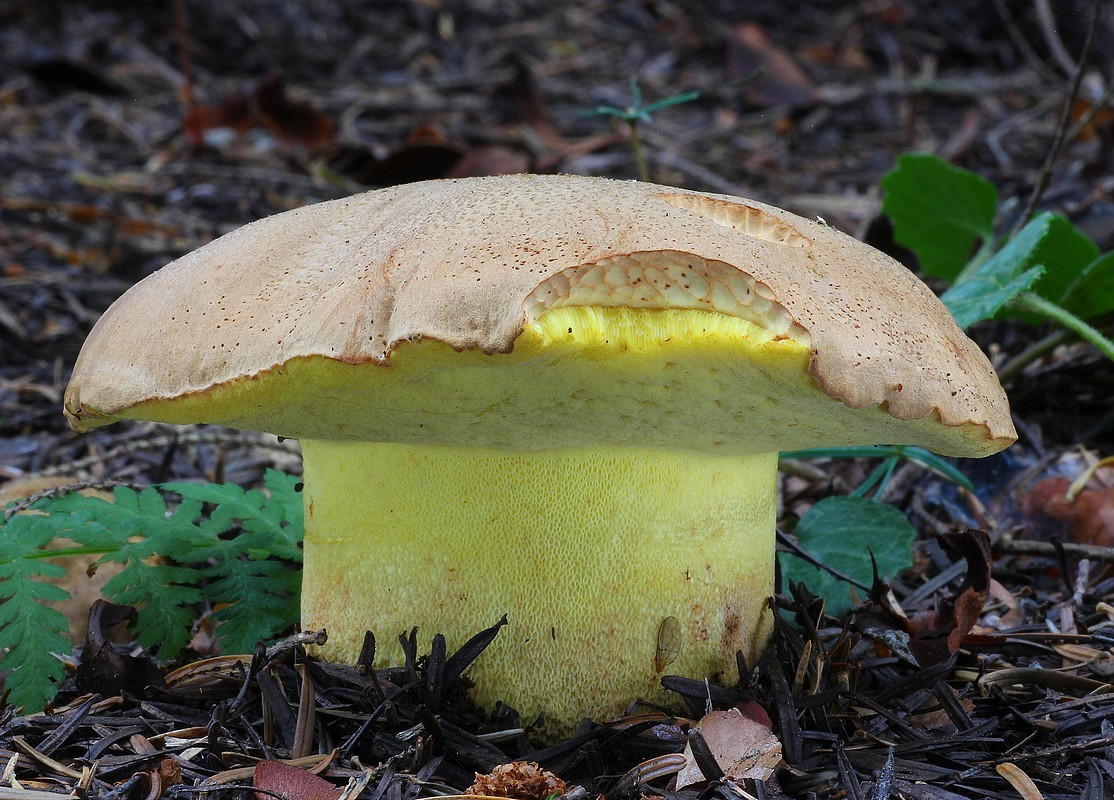
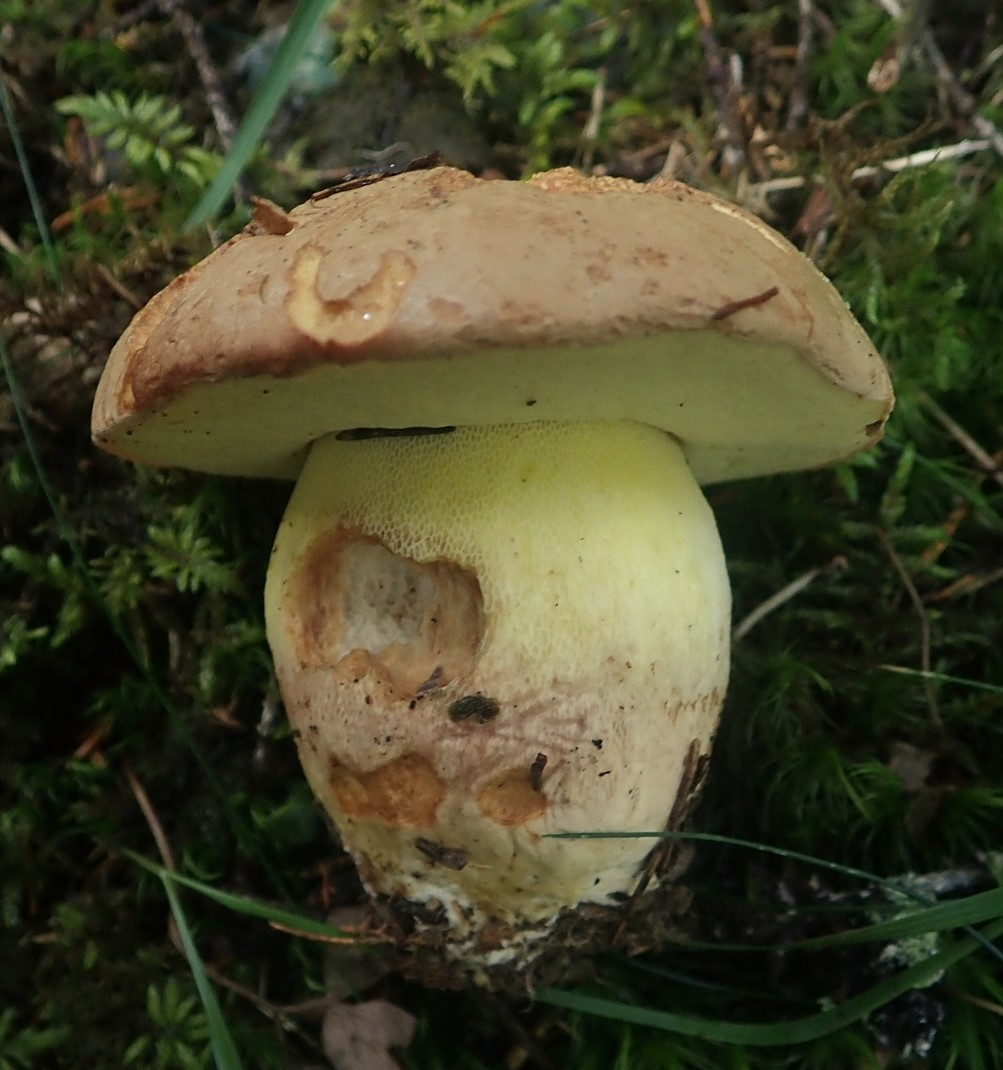
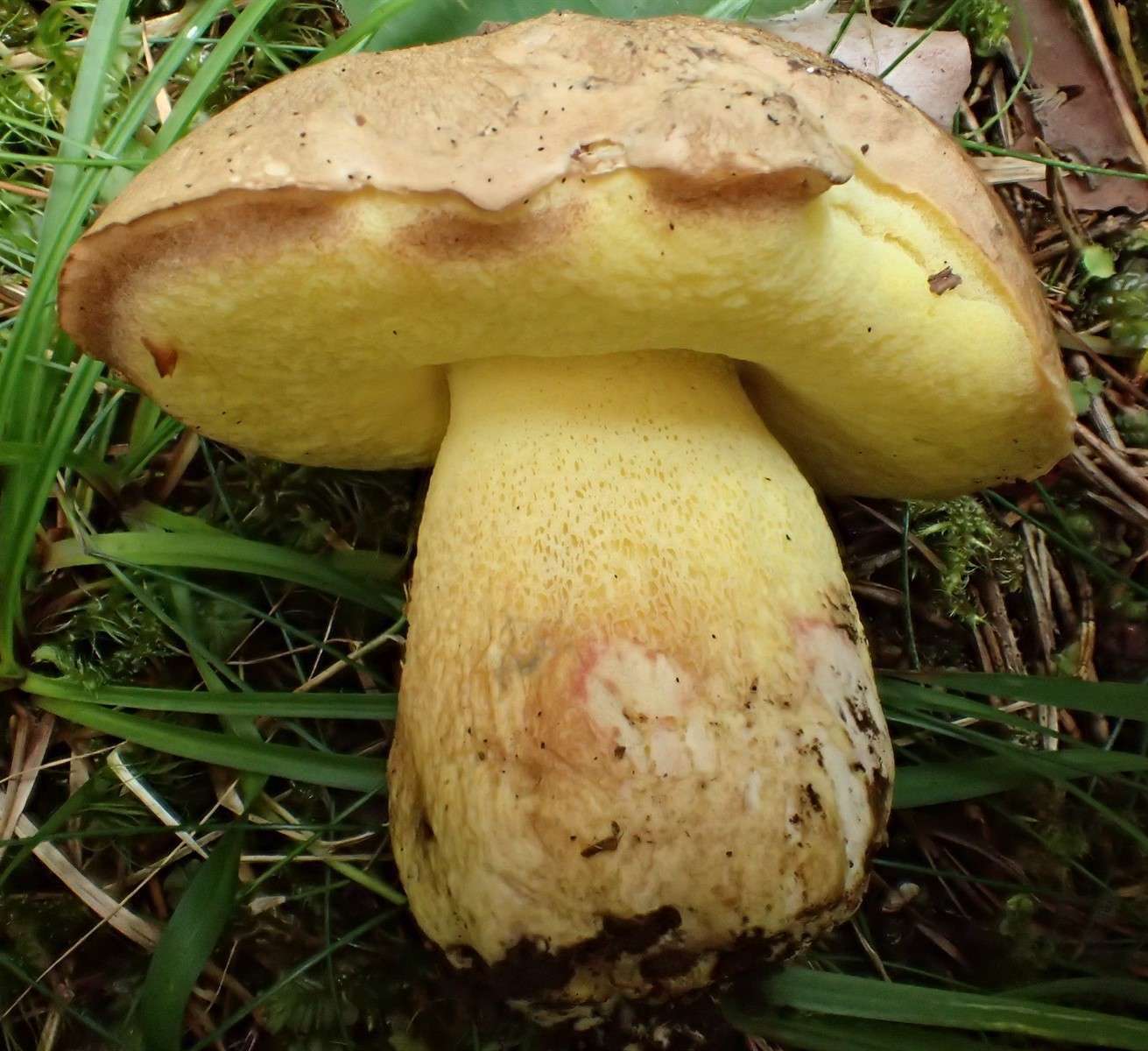
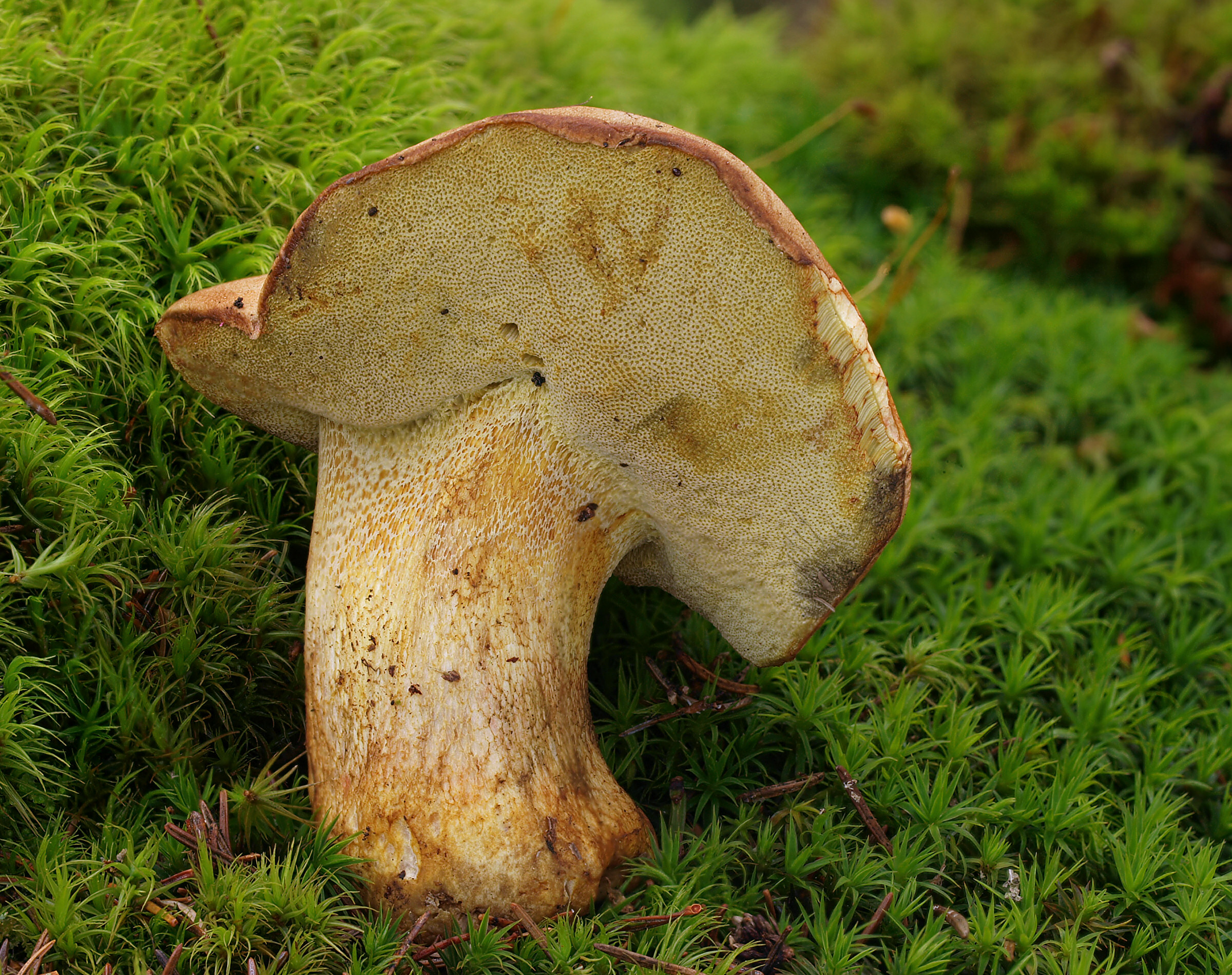
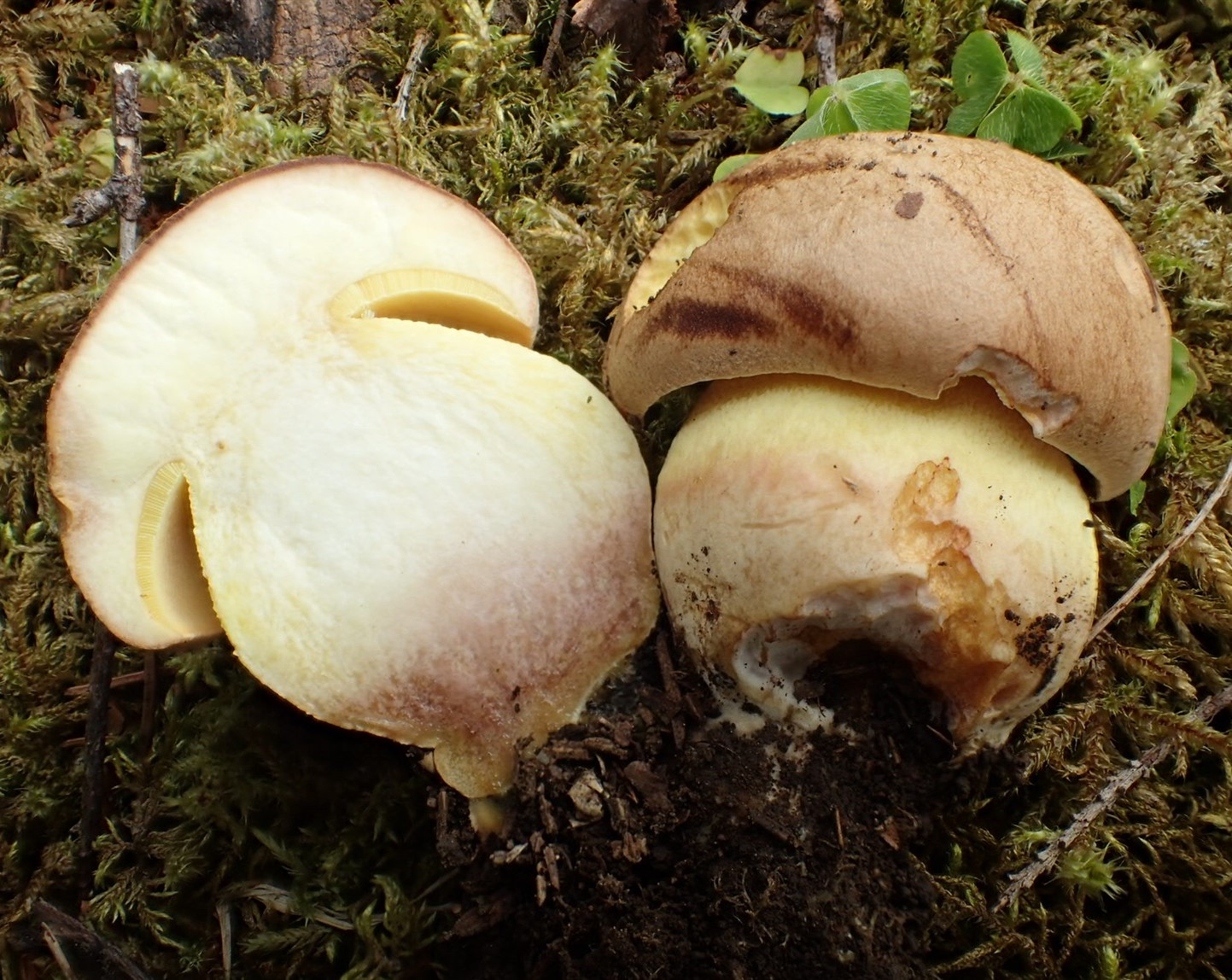
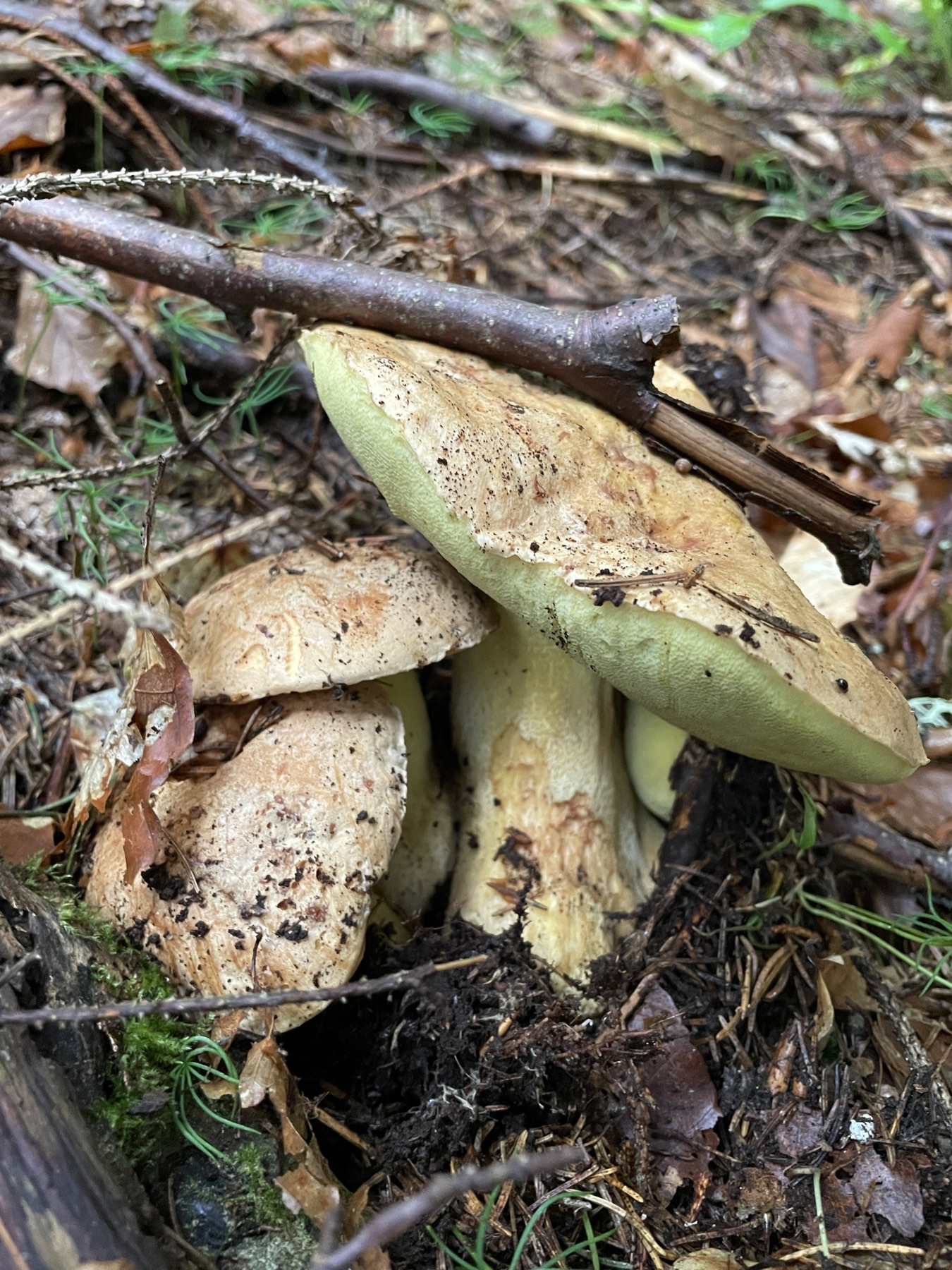
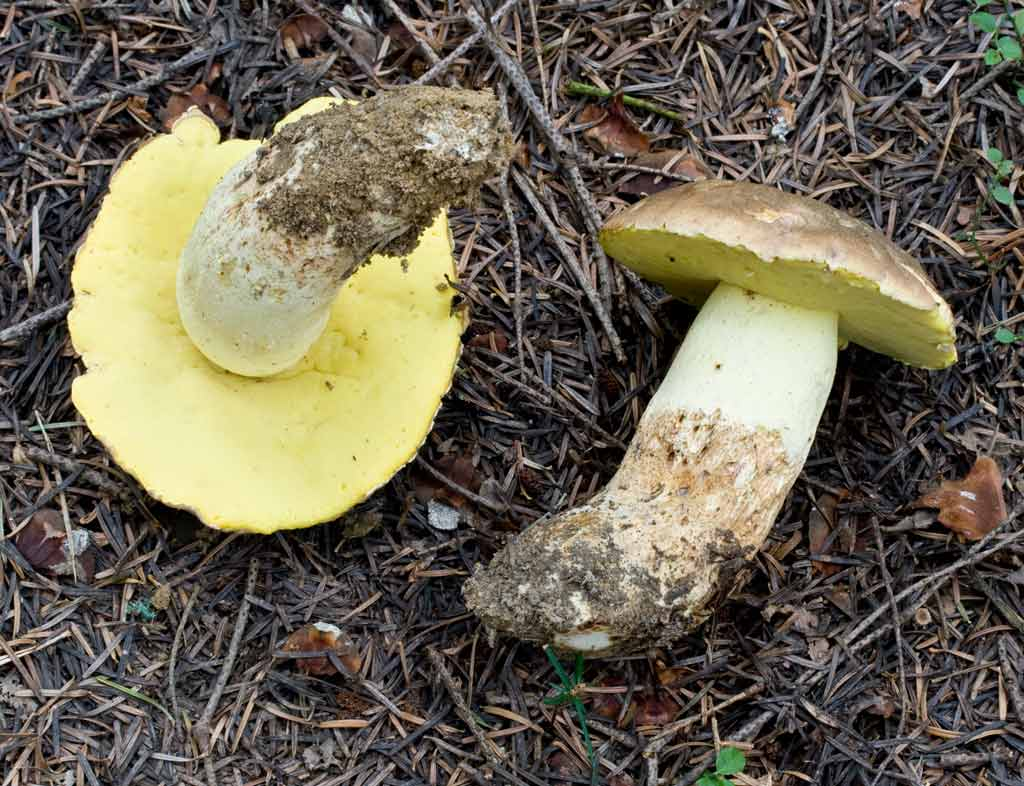
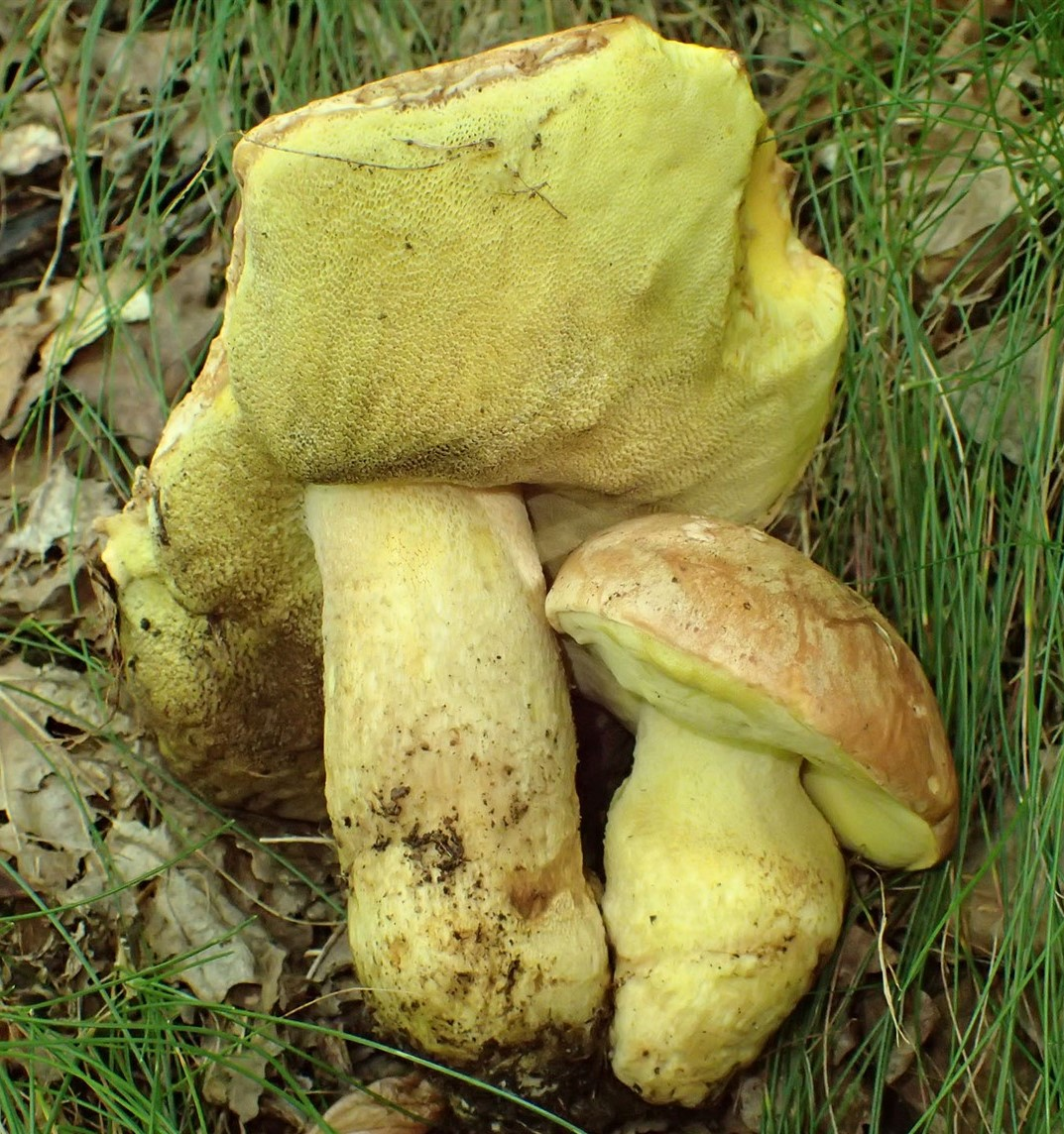
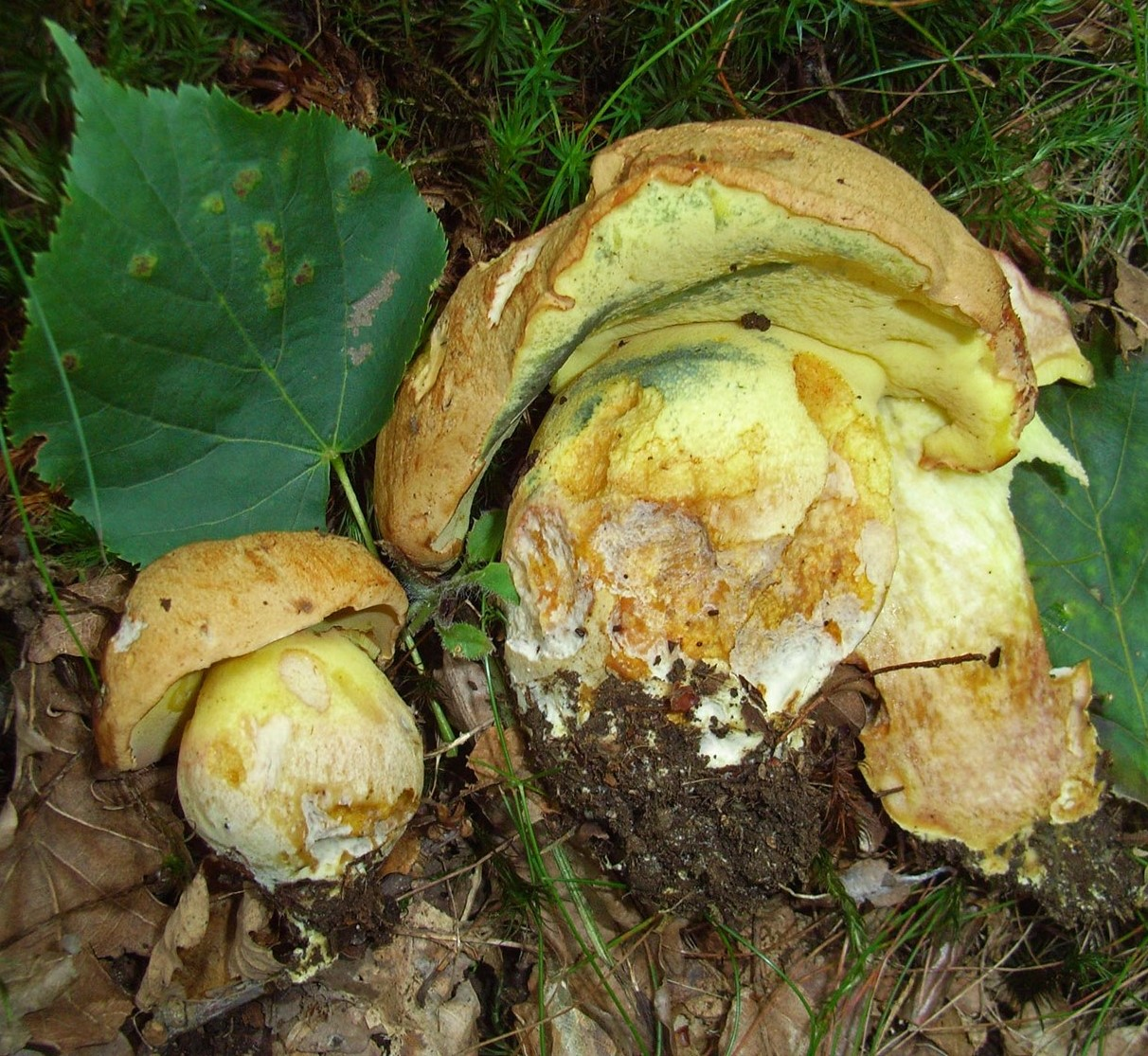
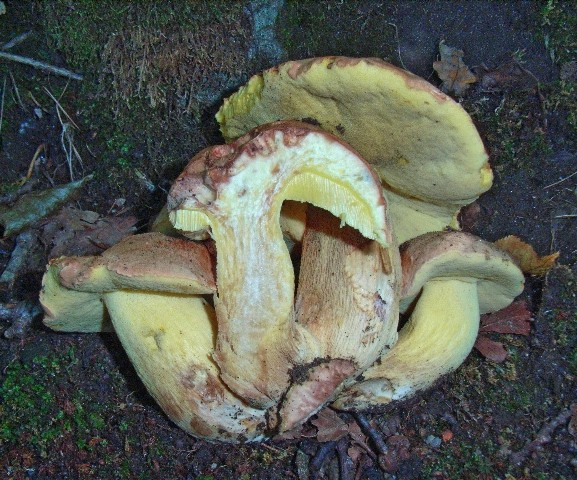
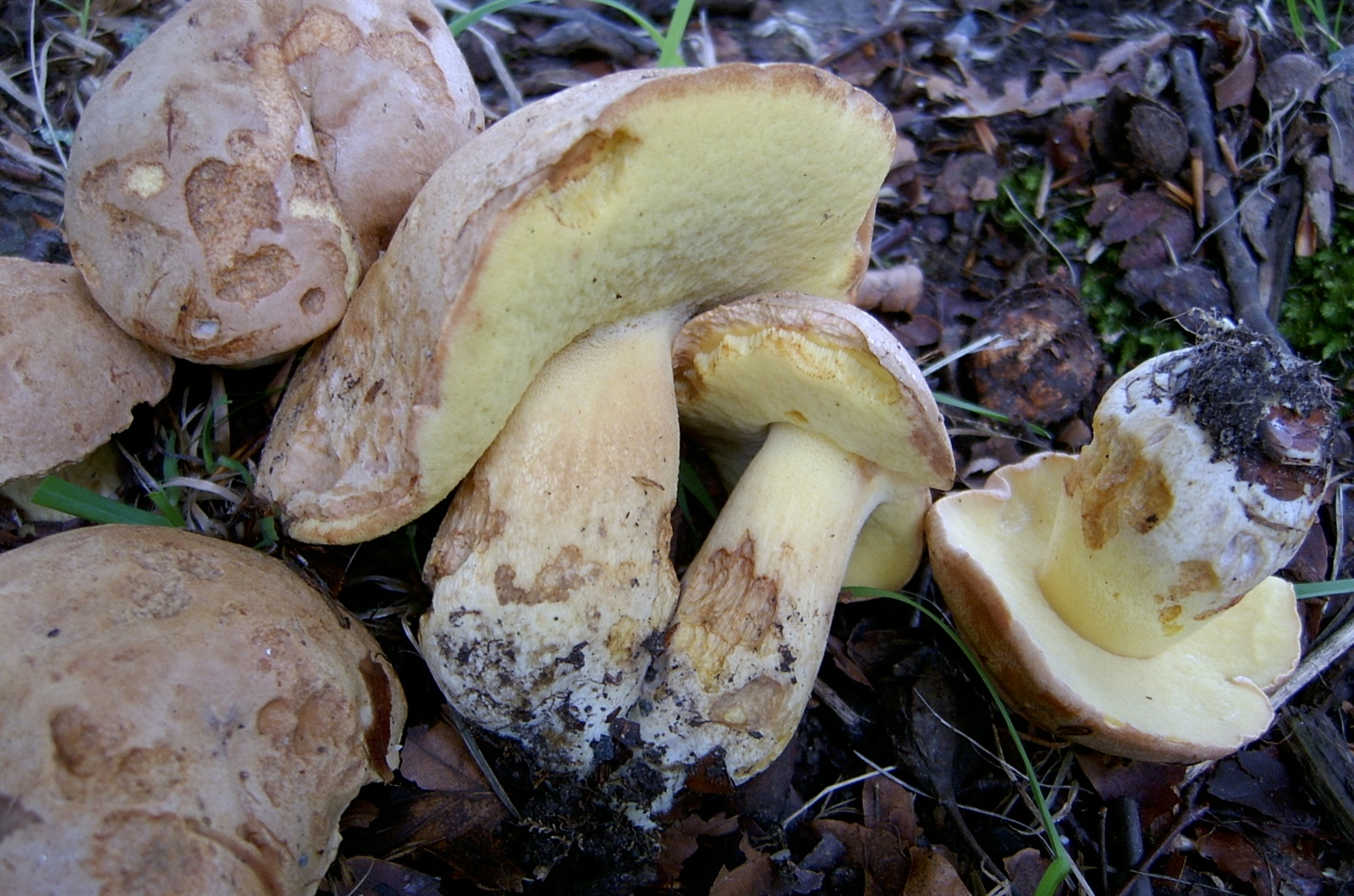
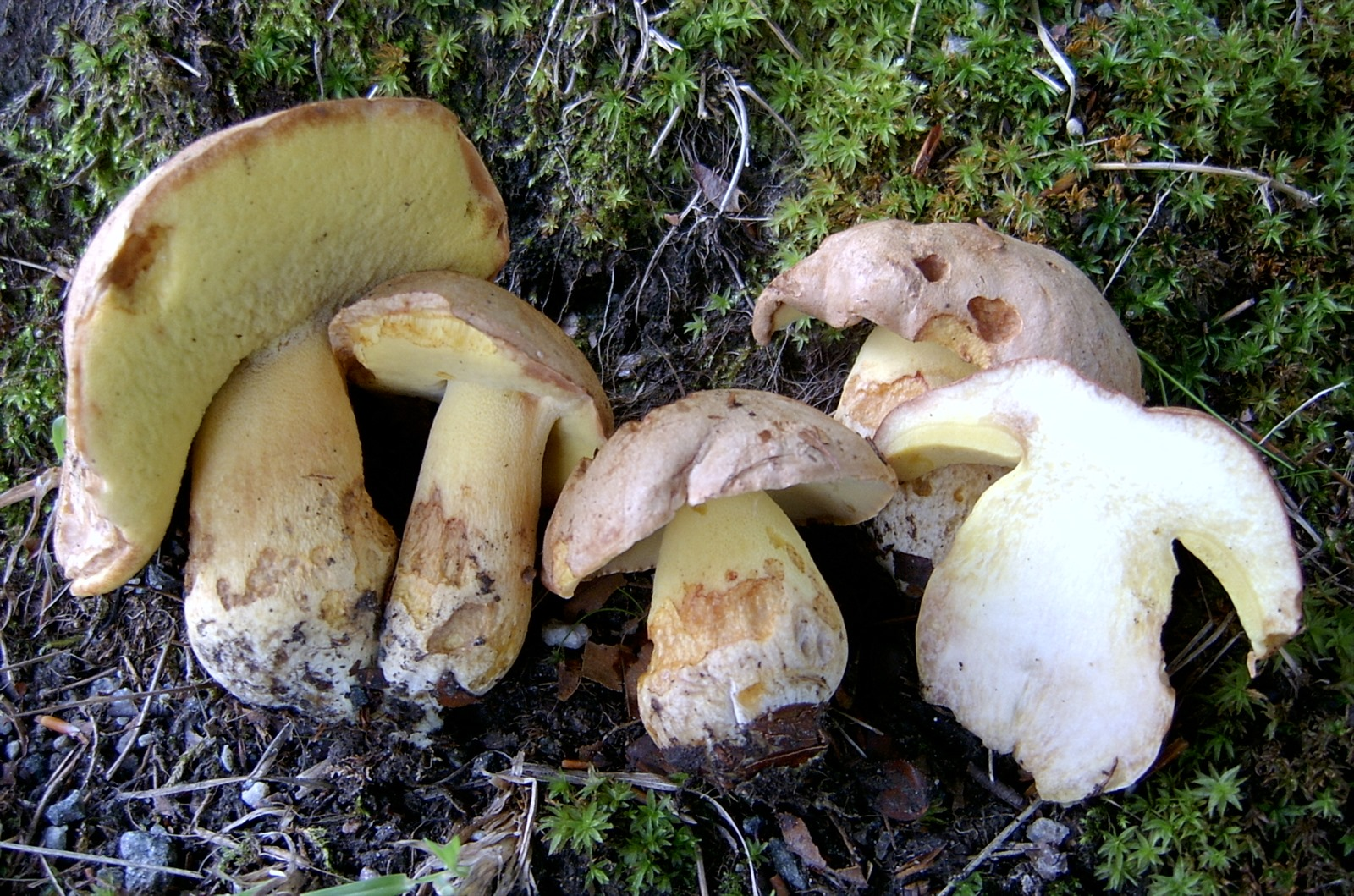

## Habitat et distribution
Il s'agit un champignon ectomycorhizien, montagnard, poussant dans les forêts de conifères, notamment les sapins et les épicéas, mais aussi parfois sous les hêtres, très rarement sous pins purs, dans l'étage montagnard et subalpin, sur sols neutres et basiques (Estadès et Lannoy mentionnent aussi sur sol acide), de juillet à octobre.
Sa présence est confirmée en Autriche, Belgique, Bulgarie, Croatie, Tchéquie, France, Allemagne, Grèce, Hongrie, Italie, Monténégro, Pologne, Roumanie, Serbie, Slovaquie, Slovénie, Espagne, Suède, Suisse, Ukraine, Royaume-Uni, et Turquie.

## Statut de conservation

### Régional
- Alsace : classement de cette espèce en catégorie NT (Quasi menacée) au niveau régional[6].

## Comestibilité
Le Bolet des sapins est comestible cuit, comme tous les Butyriboletus en Europe,. Très semblable au plus connu B. appendiculatus, il est souvent confondu avec et consommé comme tel, sa valeur gustative étant égale. En soi, de par sa difficulté d'identification et son apparence se confondant avec celle du Bolet appendiculé, le Bolet des sapins est peu connu en tant que tel par les cueilleurs, il s'agit néanmoins dans les faits d'un comestible récolté et consommé occasionnellement . Il est cependant pertinent de regarder son statut de conservation selon l'endroit où il a été trouvé car c'est une espèce sur les listes rouges de nombreux pays, notamment d'Europe de l'Est, et devrait par conséquence évité d'être récolté à des fins de consommation dans ces régions.

## Confusions possibles
- Le Bolet appendiculé (Butyriboletus appendiculatus) est presque son sosie[8], mais ce dernier pousse avec les feuillus de plaine et non pas sous conifères en montagne, il est calcicole et non pas acidophile, il réagit en brun-rouge à la potasse sur la cuticule, il a le chapeau généralement plus foncé ou rougeâtre et ses pores sont généralement plus bleuissants[4]. Comestible réputé.
- Il présente sinon les mêmes confusions possibles que pour B. appendiculatus.